# Humboldt (inslagkrater)
Humboldt is een polygonaalvormige walvlakte op de oostelijke hemisfeer van de Maan (27° zuid / 81° oost). De diameter van deze walvlakte meet 201 kilometer, de diepte meet 4800 meter. De benaming Humboldt werd gegeven door de Duitse astronoom en selenograaf Johann Heinrich von Mädler. Van J.H.Mädler komt ook de benaming Mare Humboldtianum voor het inslagbekken aan de noordoostelijke rand van de naar de Aarde toegekeerde kant van de Maan.

## Systeem van concentrische en radiale rillen
Een opvallend kenmerk van de walvlakte Humboldt is het spinnenwebachtig systeem van concentrische en radiale rillen dat vrijwel de gehele vloer van Humboldt in beslag neemt. Ook bevinden er zich een viertal kleine maregebieden met laag albedo omstreeks de noordoostelijke, zuidwestelijke, en noordwestelijke gedeelten van de binnenrand van Humboldt. Het zuidwestelijke maregebiedje is het grootste van de vier en kan met amateurtelescopen gemakkelijk worden waargenomen.

## Concentrische krater
Het meest merkwaardige detail in de walvlakte Humboldt is de naamloze concentrische maankrater op het oostelijke gedeelte van de vloer (een kleine komvormige krater binnen een iets grotere). Deze concentrische krater kan, mits gunstige libratie en uitstekende seeing, waargenomen worden met krachtige amateurtelescopen. Een factor die de herkenning van deze concentrische krater vergemakkelijkt zijn twee gewone komvormige kraters in de nabijheid ervan. Deze drie kraters vormen een gelijkzijdige driehoek.

## Humboldt als aanwijzer
De walvlakte Humboldt kan als aanwijzer gebruikt worden om telescopische waarnemingen te verrichten tijdens gunstige libratie van de oostzuidoostelijke rand van de naar de aarde toegekeerde kant van de maan (Libratiezone IV). Ten oosten van Humboldt bevindt zich Lacus Solitudinis, een formatie met laag albedo op de achterkant van de Maan. Tijdens gunstige libratie kunnen pogingen ondernomen worden om iets te zien te krijgen van de westelijke rand van Lacus Solitudinis.